# 캐롤라이트
캐롤라이트(Carrollite), CuCo2S4는 구리와 코발트의 황화물로, 금속 이온에 니켈이 상당량 치환되어 있으며, 린네아이트 그룹의 일원이다. 미국 메릴랜드주 캐럴군의 팻앱스코 광산에 있는 표형지의 이름을 따서 명명되었다.

## 단위 세포
공간군: Fd3m. 단위 세포 매개변수 = a = 9.48 Å, Z = 8. 단위 세포 부피: V = 851.97 Å3 (단위 세포 매개변수로부터 계산됨).

## 린네아이트 그룹

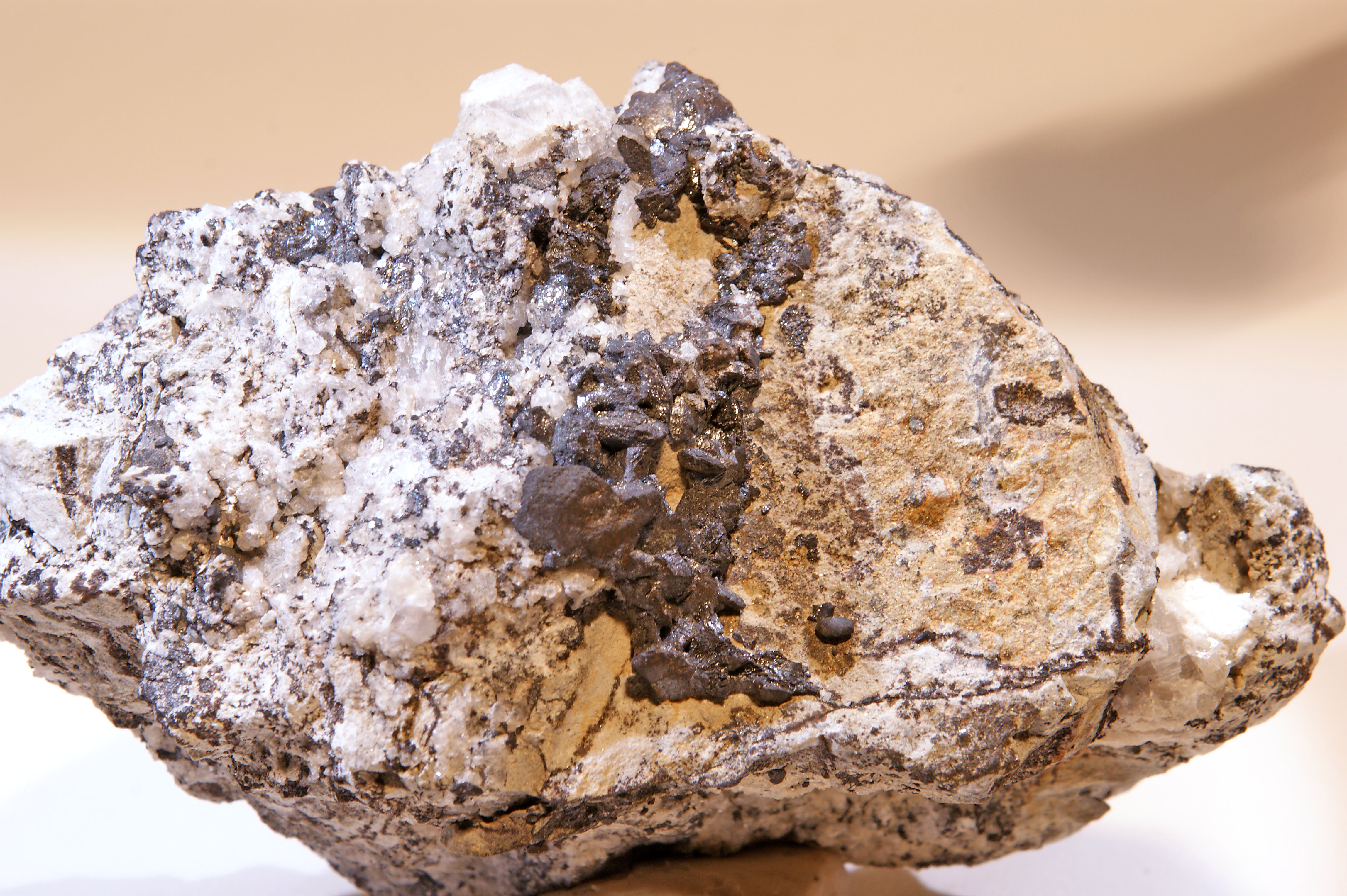
카탕가에서 온 캐롤라이트, 표본 11 × 6 cm

린네아이트 그룹은 일반 화학식 AB2X4를 가지는 황화물 및 셀레나이드 광물 그룹으로, X는 황 또는 셀레늄이고, A는 2가 철, 니켈, 코발트 또는 구리이며, B는 3가 코발트, 니켈 또는 도브렐라이트의 경우 크롬이다. 이 광물들은 입방정계이며, 공간군 Fd3m으로 서로 그리고 스피넬 그룹의 광물들과 동형이다.
린네아이트 그룹의 구조는 X (X는 스피넬에서는 산소, 린네아이트 그룹에서는 황 또는 셀레늄이다)의 입방 밀집 배열로 구성된다. X의 배열 내에는 두 가지 유형의 간극이 있는데, 하나는 사면체 배위이고 다른 하나는 팔면체 배위이다. 사면체 자리 A의 8분의 1은 일반적으로 2+ 양이온으로 채워져 있으며, 팔면체 자리 B의 절반은 3+ 양이온으로 채워져 있다. 차넉(Charnock) 등은 캐롤라이트가 사면체 자리에 구리를 완전히 포함하고 있음을 확인했다. 따라서 캐롤라이트와 같은 스피넬에서 예상되는 이상적인 화학식은 Cu2+Co3+2S2−4이지만, 일반적으로 황화 구리의 경우처럼 구리 원자의 산화수는 2+가 아닌 1+이다. Cu+Co3+2S1.75−4와 같이 원자가를 할당하는 것이 더 적절하며, 이는 2009년 연구에서 확인되었다. 황 원자 4개당 부족한 전자 하나는 비편재화되어 금속 전도성과 매우 낮은 온도에서의 초전도 현상을 유도하며, 복잡한 자기적 행동과 결합된다.

## 고용체
고용체는 하나의 양이온이 상당한 조성 범위에 걸쳐 다른 양이온을 치환할 수 있을 때 형성된다. 캐롤라이트에서는 Co2+가 A 자리에서 Cu+를 치환할 수 있으며, 치환이 완료되면 형성되는 광물은 린네아이트(Co2+Co3+2S4)라고 불린다. 이는 캐롤라이트와 린네아이트 사이에 고용체 계열이 존재한다는 것을 의미한다. 또한, 니켈은 캐롤라이트 구조에서 코발트와 구리 모두를 치환하여 캐롤라이트에서 구리 시게나이트까지의 고용체를 형성한다. 시게나이트(Siegenite, Co2+Ni3+2S4) 자체는 린네아이트와 폴리디마이트(Polydymite, Ni2+Ni3+2S4) 사이의 고용체 계열의 일원이다. (바그너와 쿡은 캐롤라이트와 플레처라이트(Fletcherite, CuNi2S4) 사이의 고용체에 대한 증거를 찾지 못했다.)

## 환경
캐롤라이트는 열수 광맥 퇴적물에서 테트라헤드라이트, 황동석, 보르나이트, 디게나이트, 듀를라이트, 칼코사이트, 자철석, 황철석, 섬아연석, 밀레라이트, 게르스도르파이트, 울만나이트, 코발트 함유 방해석, 그리고 린네아이트, 시게나이트, 폴리디마이트와 같은 린네아이트 그룹 구성원과 함께 발견된다.
Cu-Co-S 계에서 상 관계가 연구되었다. 약 900°C 온도에서 칼코사이트-디게나이트 고용체는 코발트 황화물과 공존한다. 온도가 감소함에 따라, 880°C에서 캐롤라이트-린네아이트 고용체가 발달하여 냉각 시 구리 함량이 더 높아지며, 500°C 부근에서 캐롤라이트 조성을 이룬다. 507°C 이하에서는 코벨라이트가 안정하며 구리 함유 캐티에라이트와 공존한다. 저온 칼코사이트는 103°C에서 나타나고, 듀를라이트는 93°C에서 나타나며, 디게나이트는 사라지고 아니라이트는 약 70°C에서 나타난다.
린네아이트-캐롤라이트 계열의 중간 구성원이 듀를라이트에 의해 표성변질되는 일부 증거가 있다.

## 분포

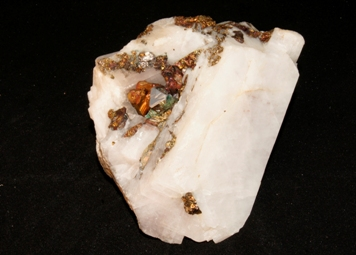
방해석 위의 캐롤라이트와 자연 구리

캐롤라이트는 전 세계적으로 발견된다. 호주, 오스트리아, 아제르바이잔, 브라질, 불가리아, 캐나다, 칠레, 중국, 체코, 콩고 민주 공화국, 프랑스, 독일, 일본, 모로코, 나미비아, 북한, 노르웨이, 오만, 폴란드, 루마니아, 러시아, 슬로바키아, 스웨덴, 스위스, 미국 및 잠비아에서 보고되었다.